# Mathieu Lefèvre
Mathieu Lefèvre, né le 27 octobre 1986 à Créteil (Val-de-Marne), est un homme politique français.
Membre de Renaissance, il est élu député dans la cinquième circonscription du Val-de-Marne en 2022.

## Biographie

### Jeunesse et études
Mathieu Lefèvre est diplômé en science politique de l'université Paris 1 Panthéon-Sorbonne. Il est titulaire d'un master en communication de l'ESCP Business School.

### Parcours politique
À la sortie de ses études, il devient collaborateur parlementaire de Gilles Carrez. Puis, il est conseiller ministériel de Gérald Darmanin pendant toute la XVe législature.
Il est élu député de la cinquième circonscription du Val-de-Marne en juin 2022 sous les couleurs de Renaissance (ex-La République en marche). Il élimine au premier tour Paul Bazin, le candidat Les Républicains et successeur désigné de Gilles Carrez, puis au second tour celui de la Nupes.
Il est membre de la Commission des finances. Il se présente pour être le candidat du groupe Renaissance à la fonction de rapporteur général du budget mais Jean-René Cazeneuve lui est préféré. Il est nommé coordinateur (« whip ») du groupe Renaissance au sein de la commission.
Il défend en mai 2023 à l'Assemblée nationale une proposition de loi pour rendre obligatoire le pavoisement du drapeau européen sur le fronton des mairies des communes de plus de 1 500 habitants,.
Le 8 septembre 2023, il s'insurge contre le sifflement du discours d'Emmanuel Macron en ouverture de la coupe du monde de rugby au Stade de France, déclarant : « Siffler le président de la République, c’est siffler la France ».
En 2024 , à l'occasion des elections législatives anticipées provoquées par la dissolution prononcée par Emmanuel Macron le 9 juin il est réélu au second tour dans le cadre d'une triangulaire battant la candidate du RN et celui du NFP qui ont tous les deux déjà participé à l'élection de 2022.
À l'occasion de la formation du gouvernement de Michel Barnier, son nom est évoqué pour devenir ministre du budget mais Laurent Saint-Martin lui est préféré.

## Pour approfondir